# Martine Reicherts
 (novembre 2016).
Martine Reicherts, née le 13 avril 1957 à Luxembourg (Luxembourg) est une femme politique luxembourgeoise, ancienne directrice générale de l’éducation, de la culture et des sports de la Commission européenne.
Elle exerce actuellement une fonction d’administratrice indépendante au FNR , fonds national de la recherche à Luxembourg ( Présidente), chez Mediahuis Luxembourg ( Présidente) et à la banque centrale de Luxembourg 

## Biographie
Elle a pris sa retraite de la Commission européenne le 1er février 2018.
Elle est actuellement membre du conseil d’administration de la banque centrale de Luxembourg.
Elle est la Présidente du Fonds national de la recherche à Luxembourg ( FNR) depuis le 1er décembre 2019.
Elle préside le CA du groupe Mediahuis Luxembourg depuis le 
1 juillet 2021
Elle a été élue Présidente du Mouvement européen Luxembourg en 2020 ,. Elle a quitté ces fonctions en 2024.